# Pennatulidae
Pennatulidae é uma família de corais da superfamília Pennatuloidea, ordem Scleralcyonacea.

## Géneros
Seguem os gêneros da família:
- Alloptilella (Li, Zhan & Xu, 2021)
- Crassophyllum (Tixier-Durivault, 1961)
- Graphularia (Milne Edwards & Haime, 1850 †)
- Pennatula (Lineu, 1758)
- Pteroeides (Herklots, 1858)
- Ptilella (Gray, 1870)
- Ptilosarcus (Verrill, 1865)
- Sarcoptilus (Gray, 1848)